# Scaramuccia Trivulzio
Scaramuccia Trivulzio (1465, Milán – 3. srpna 1527, Verona) byl římskokatolický kardinál. V letech 1508 až 1518 byl v Itálii biskupem z Como. Následně byl v letech 1519 až 1525 biskupem z Piacenzy.
V červenci 1517 mu papež Lev X. udělil titul kardinála. Byla to jeho pátá konzistoř.